# 若尾政希
若尾 政希（わかお まさき、1961年2月4日- ）は、日本の日本史学者・思想史家。専門は日本近世史・思想史。一橋大学名誉教授。歴史学研究会委員長、日本学術会議会員などを歴任。

## 経歴
岐阜県土岐市出身。岐阜県立多治見北高等学校、愛知教育大学教育学部中学校課程社会科卒業。東北高等学校で講師をしながら1988年東北大学大学院文学研究科博士課程単位取得満期退学。
東北大学文学部附属日本文化研究施設助手、富山大学人文学部助教授、一橋大学大学院社会学研究科助教授を経て、2006年から一橋大学大学院社会学研究科総合社会科学専攻歴史社会研究分野（社会史日本）教授。2005年「安藤昌益からみえる日本近世」で東北大学博士（文学）。2008年西尾市岩瀬文庫第1回岩瀬弥助記念書物文化賞受賞。2013年から歴史学研究会研究部長。2014年から日本学術会議連携会員。2017年第24期日本学術会議会員。2022年人間文化研究機構理事（広報、社会連携、国際交流担当）。2024年一橋大学名誉教授、一橋大学大学院社会学研究科特任教授。元歴史学研究会委員長。

## 著書
- 『「太平記読み」の時代 近世政治思想史の構想』平凡社選書、1999年、平凡社ライブラリー、2012年
- 『安藤昌益からみえる日本近世』東京大学出版会、2004年
- 『近世の政治思想論―『太平記評判秘伝理尽鈔』と安藤昌益』校倉書房、2012年
- 『百姓一揆』岩波新書、2018年

### 共編著
- 『展望日本歴史 16　近世の思想・文化』青木美智男共編 東京堂出版 2002
- 『〈江戸〉の人と身分 5　覚醒する地域意識』菊池勇夫共編 吉川弘文館 2010
- 『書籍文化とその基底』 シリーズ〈本の文化史〉編 平凡社 2015
- 『安丸良夫集』全6巻 島薗進・成田龍一・岩崎稔と編集委員 岩波書店 2013
- 『シリーズ日本人と宗教 近世から近代へ』全6巻 島薗進・高埜利彦・林淳共編 春秋社 2014-16